# 後藤大輔
後藤 大輔（ごとう だいすけ、1957年5月24日 - ）は、日本の映画監督、脚本家、映画プロデューサーである。

## 略歴
1957年（昭和32年）5月24日、熊本県熊本市に生まれる。
早稲田大学文学部英文学科に入学、在学中に学生映画の監督として活動、1980年（昭和55年）に自ら製作、監督を務めた45分の短編「休暇の前提」を発表した。
大学を卒業後、にっかつ（現在の日活）に入社し、「にっかつロマンポルノ」の助監督として、西村昭五郎、小沼勝、滝田洋二郎に師事したほか、プロデューサーとしても活動した。1988年に『ベッド・パートナー』で監督デビュー。ズーム・アップ映画祭で新人監督賞を受賞するが、この作品が「にっかつロマンポルノ」にとって最後の作品となった。
その後活動の場をVシネマへと移し、「のぞき屋稼業」シリーズ、「ゴト師株式会社」シリーズ（根津甚八主演）、「Zero WOMAN」シリーズなど、話題性のある作品において、監督、脚本を務める。1995年（平成7年）、篠原とおる原作、井上晴美出演の「82ワニ分署」でエロティック・アクション映画の分野に新境地を切り開く。1996年（平成8年）、武論尊原作、竹内力出演のバイオレンス・アクション映画「ドーベルマン刑事」を監督。1997年（平成9年）、斎藤陽子、杉本哲太出演の日米合作映画「SASORI IN U.S.A.」で、ハリウッドデビューを果たした。
その後、活躍の場をピンク映画に移し、『喪服の女 崩れる』、『痴漢義父 息子の嫁と』（原題『夜明けの牛』）、『猥褻ステージ 何度もつっこんで』（原題『ブラインド・ラブ』）など、小品ながら作家性の強い作品を意欲的に発表する。『夜明けの牛』はアテネ・フランセ「日本映画考」で特別上映されたほか、A Lonely Cow Weeps At Dawn の英題で、2008年9月にアメリカで行われたオースティン・ファンタスティック映画祭にて上映された。また2009年6月には、『ブラインド・ラブ』がニューヨーク・アジア映画祭で上映されたほか、2010年6月には『夜明けの牛』と『ブラインド・ラブ』が、セクシー国際映画祭（パリ）にて上映された。

## フィルモグラフィ

### 監督
- 「休暇の前提」（1980 早大映像工房） - 製作・監督・脚本
- 「ベッド・パートナー Bed Partner」 (1988 にっかつ撮影所） - 監督（監督昇進第1作）
- 「のぞき屋稼業」 (1993 ココナッツボーイ・プロジェクト)
- 「のぞき屋稼業2」 (1993 ココナッツボーイ・プロジェクト） - 監督・脚本
- 「のぞき屋稼業3」 (1994 ココナッツボーイ・プロジェクト） - 監督・脚本
- 「ゴト師株式会社III」 (1994 ビデオチャチャンプ＝テレビ東京＝パル企画） - 監督・脚本
- 「Zero WOMAN II 警視庁0課の女」 (1995 マクザム） - 監督・脚本
- 「ゴト師株式会社スペシャル 警視庁防犯課第5104号事件」 (1995 ゴト師製作委員会)
- 「82ワニ分署」 (1995 ワニブックス＝ビジョンスギモト） - 監督・脚本
- 「ドーベルマン刑事」 (1996 ギャガ・コミュニケーションズ)
- 「Zero WOMAN 名前のない女」 (1997 マクザム)
- 「SASORI IN U.S.A.」 (1997年、 ワニブックス＝ビジョンスギモト）
- 「パチプロ覇王 炎の大連チャン」 (1999年、 ケイエスエス） - 監督・脚本
- 『喪服の女 崩れる（英語版）』 (2001年、新東宝＝セメントマッチ＝光の帝国） - 監督・脚本
- 「パチスロひとり旅」 (2001年、 アイディーディー＝ジャミス） - 監督・脚本
- 「OL発情 奪う!」 (2002年、 新東宝） - 監督・脚本
- 『痴漢義父 息子の嫁と（英語版）』（英題 A Lonely Cow Weeps At Dawn, 原題『夜明けの牛』、2003年、 新東宝＝セメントマッチ） - 監督・脚本
- 「夫婦交換前夜 私の妻とあなたの奥さん」 (2004年、 新東宝＝セメントマッチ） - 監督・脚本
- 『猥褻ステージ 何度もつっこんで（英語版）』（原題『ブラインド・ラブ』、2006年、国映） - 監督・脚本
- 「新監禁逃亡」 (2008 竹書房＝新東宝） - 監督・脚本
- 熟妻と愛人 絶妙すけべ舌（2012年9月公開）
- 『牝と淫獣　お尻でクラクラ』（2019年3月29日公開）監督・脚本
  - 死にたくなるよと夜泣くタニシ（2019年8月30日、オーピー映画）※牝と淫獣～の一般公開編集版[6]

### 脚本
- 「かまきり兄嫁 かぶりつき」 （1989 フィルムキッズ） - 脚本
- 「天使が僕に恋をした」 (2002 多呂プロ） - 脚本
- 「濡れ続けた女 吸いつく下半身」 (2008 新東宝） - 脚本
- 「サソリ 女囚701号」 (1998 ビジョンスギモト） - 脚本
- 「サソリ 殺す天使」 (1998 ビジョンスギモト） - 脚本

### 製作
- 「制服くずし」 （1987 にっかつ撮影所） - 製作
- 「ON THE BOAT」 (2003 ON THE BOAT製作委員会） - 製作